# Red Bull RB1
El Red Bull RB1 es un coche de Fórmula 1 diseñado por Jaguar Racing para ser usado en la Temporada 2005 de Fórmula 1, pero como Red Bull compró al equipo británico, el coche fue usado por Red Bull Racing.

## Desempeño
El escocés David Coulthard compitió la temporada completa, con el austríaco Christian Klien y el italiano Vitantonio Liuzzi compartiendo el otro auto. Liuzzi corrió en cuatro de las carreras, y Klien lo hizo en las otras 15. El equipo tuvo dos pilotos de pruebas, el estadounidense Scott Speed y el suizo Neel Jani.
El motor del auto fue un Cosworth TJ2005 3.0 l V10.  El principal patrocinador del equipo fue Red Bull. El RB1 fue el primer auto construido por Red Bull Racing luego de que el fabricante de bebidas energéticas comprara el equipo Jaguar Racing en 2004.
El mejor resultado del RB1 fue un cuarto lugar en su debut en el Gran Premio de Australia de 2005 y en el Gran Premio de Europa de 2005 disputado en Nürburgring. Ambos fueron conseguidos por Coulthard. El mejor resultado de Christian Klien fue un quinto lugar en la última carrera de la temporada, en el Gran Premio de China de 2005. El mejor resultado de Vitantonio Liuzzi fue un octavo lugar en su carrera debut, el Gran Premio de San Marino de 2005.
La primera carrera del RB1 fue el Gran Premio de Australia de 2005, y la última fue el Gran Premio de China de 2005. El chasis fue usado para el Toro Rosso STR1 en 2006.

## Galería

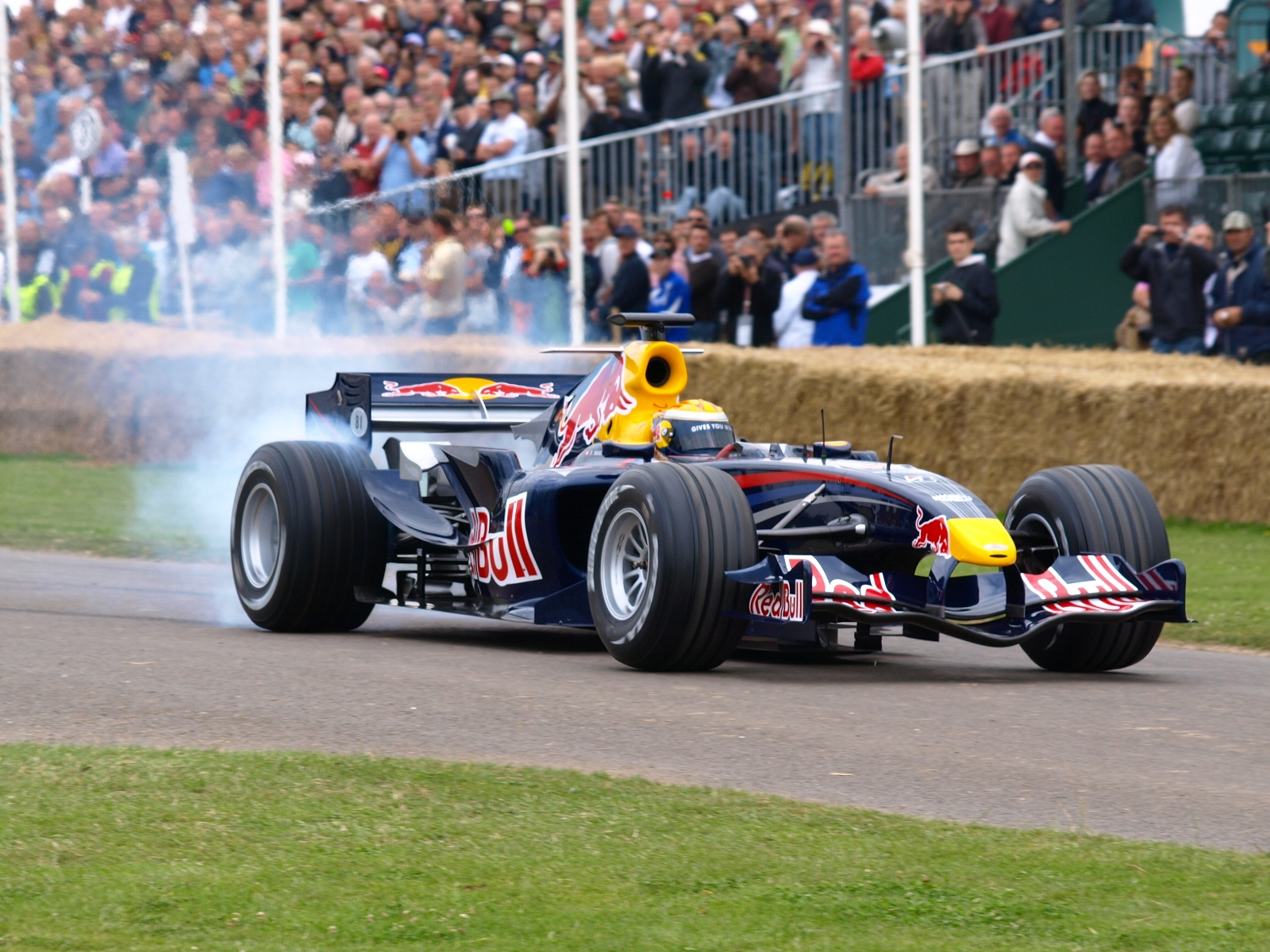
Sébastien Buemi mostrando un RB1 en el Festival de la Velocidad Goodwood 2008.

## Resultados
(Clave) (negrita indica pole position) (cursiva indica vuelta rápida)

| Año  | Motor                   | Neu. | N.º | Pilotos           | 1   | 2   | 3   | 4   | 5   | 6   | 7   | 8   | 9   | 10  | 11  | 12  | 13  | 14  | 15  | 16  | 17  | 18  | 19  | Puntos | Pos. |
| ---- | ----------------------- | ---- | --- | ----------------- | --- | --- | --- | --- | --- | --- | --- | --- | --- | --- | --- | --- | --- | --- | --- | --- | --- | --- | --- | ------ | ---- |
| 2005 | Cosworth TJ2005 3.0 V10 | M    |     |                   | AUS | MYS | BHR | SMR | ESP | MON | EUR | CAN | USA | FRA | GBR | GER | HUN | TUR | ITA | BEL | BRA | JPN | CHN | 34     | 7º   |
| 2005 | Cosworth TJ2005 3.0 V10 | M    | 14  | David Coulthard   | 4   | 6   | 8   | 11  | 8   | Ret | 4   | 7   | DNS | 10  | 13  | 7   | Ret | 7   | 15  | Ret | Ret | 6   | 9   | 34     | 7º   |
| 2005 | Cosworth TJ2005 3.0 V10 | M    | 15  | Christian Klien   | 7   | 8   | DNS |     |     |     |     | 8   | DNS | Ret | 15  | 9   | Ret | 8   | 13  | 9   | 9   | 9   | 5   | 34     | 7º   |
| 2005 | Cosworth TJ2005 3.0 V10 | M    | 15  | Vitantonio Liuzzi |     |     |     | 8   | Ret | Ret | 9   |     |     |     |     |     |     |     |     |     |     |     |     | 34     | 7º   |